# 青森県道9号夏泊公園線
青森県道9号夏泊公園線（あおもりけんどう9ごう なつどまりこうえんせん）は、青森県東津軽郡平内町の夏泊半島を一周している県道（主要地方道）である。通称夏泊ほたてライン。

## 概要
野辺地湾および青森湾を臨みながら夏泊半島の沿岸部を周遊する道路である。起点および終点で半島の内陸を短絡する国道4号と接続する。

### 路線データ
青森県告示による起終点および経過地は次のとおり
- 起点：東津軽郡平内町大字沼舘（= 国道4号交点）
- 終点：国道四号交点（東津軽郡平内町）（夏泊入口交差点 = 国道4号交点）
- 重要な経過地：なし
- 路線延長：30.887 km[2]

## 歴史
- 1961年（昭和36年）2月10日 - 青森県が県道夏泊公園線として県道認定[1]。
- 1993年（平成5年）5月11日 - 建設省により県道夏泊公園線が主要地方道夏泊公園線に指定される[3]。

## 路線状況

### 道路改良
平内町小湊 - 東滝
雷電橋南詰附近（平内町大字小湊字前萢53の2）から安井埼灯台附近（平内町大字東滝字鷲ノ沢1の2）にかけては、雷電トンネルなどで小湊港周辺を迂回するバイパス道路が1991年（平成3年）10月18日に開通した。
浦田〜茂浦バイパス
浦田〜茂浦バイパス（うらた〜もうらバイパス）は、平内町大字茂浦字倉越沢3の2から同町大字茂浦字鳥沢14の1に至る延長2.6 kmのバイパス道路である。青森県が夏泊半島北部への交通利便性の向上を目的として2004年（平成16年）度に着手し、2012年（平成24年）11月15日に。旧道は小さな峠を通過するもので、附近には陸奥湾展望所バス停が設置されている。周囲は急カーブや急勾配が連続した幅員狭小道路であったため、大型車通行の難所となっていた。そこで、峠の直下を延長753 mの夏泊ほたて海道トンネルで貫き、所要時間を約10分短縮した。バイパス開通後は生活道路として地域住民の生活利便性向上のほか、観光振興や水産物輸送力強化などが期待されている。

## 地理

### 通過する自治体
- 青森県
  - 東津軽郡平内町

### 交差する道路
道路と交差点名称。（）は交差点名なし、または信号なし。
青森県東津軽郡平内町
- 国道4号：（大字平館）
- 国道4号：夏泊入口

### 沿線
小湊港
夏泊半島東側の付け根にあり、野辺地湾に面している。漁港も設置されており、平内町の基幹産業であり、本路線の愛称ともなっているホタテ漁は昭和30年代後半から導入された。
ツバキ自生北限地帯
夏泊北端に程近い椿山神社の境内にある。日本におけるヤブツバキ自生地としては北限にあたり、国の天然記念物に指定されている
夏泊崎
夏泊半島の先端部にある岬。
浅所海岸
小湊港の南側にあり、「小湊のハクチョウおよびその渡来地」として国の天然記念物に指定されている。